# Francisco Toledo
Francisco Benjamín López Toledo (Juchitán de Zaragoza, Oaxaca, o Ciutat de Mèxic, segons algunes fonts, 17 de juliol de 1940 - Oaxaca de Juárez, 5 de setembre de 2019), conegut com a Francisco Toledo, va ser un artista plàstic autodidacta mexicà que també va tenir una destacada labor com a activista d'esquerres, lluitador social, ambientalista, promotor i difusor cultural i filantrop. Va donar suport a nombroses causes enfocades tant a la promoció i conservació del patrimoni artístic mexicà com al lliure accés a la formació artística i la conservació del medi ambient.
| « | Jo, per a no sentir-me tan malament per ser un capitalista, per ser un fabricant de diners, els gasto en institucions que s'obren al jovent que no té possibilitat de viatjar per a veure exposicions o tenir llibres. L'estil que vostè veu aquí, el cinema, el centre fotogràfic, tot està fet una mica per pagar culpes, per l'interès que tinc per la difusió. | » |

Va ser un dels majors artistes plàstics de Mèxic, amb un ampli reconeixement internacional. Va ser impressor, dibuixant, pintor, escultor i ceramista. El seu art va reflectir una gran estima per l'estètica de la naturalesa, particularment la dels animals que no són convencionalment associats amb la bellesa com, per exemple, micos, ratpenats, iguanes, gripaus i insectes. En la seva escultura, va tenir dues formes d'expressió: una on va representar coses del món natural, específicament bestiaris de diferents animals, i una altra on es va desenganxar totalment de la realitat: «Forja, d'aquesta manera, un univers que es relaciona amb el real i, simultàniament, desplega la metàfora». Aquesta última es deixa veure en la seva obra gràcies a que representa figures humanes i d'altres animals en ritual d'aparellament, ja sigui explícit o simbòlic. La visió moral de Toledo afirma que el món dels humans i el dels animals són un amb la naturalesa. En els seus quadres es representa molt l'Androgínia. Toledo va usar la modernitat i l'avantguarda d'altres civilitzacions, especialment l'europea, per a les seves obres i va mostrar un sentit del fantàstic molt desenvolupat en crear criatures antropomòrfiques que són, alhora, monstruoses i juganeres, personatges que inclou en els seus papalotes, llibres d'artista, màscares, peces de joieria i complexos gravats. A causa de les seves obres, es diu que Toledo va pertànyer a la Generació de la Ruptura, encara que no hagi pertangut històricament a la mateixa.

## Dades biogràfiques
| « | Pot l'art transformar la societat? No ho sé. Crec que l'art enriqueix la gent, li obre mons. Canviar en el sentit que l'art ens faci millors... No ho sé... Però crec que el fet que hi hagi biblioteques, exposicions, concerts i poesia, tot això enriqueix la gent i és bo per a la gent sensible. | » |

### Inicis
Va ser el quart dels set fills de Francisco López Orozco i de Florència Toledo Nolasco. Va néixer a la colònia Tabacalera de la Ciutat de Mèxic, i als 11 anys va emigrar a Oaxaca, d'acord amb les seves declaracions al periòdic Milennio. Als 14 anys, va iniciar els seus estudis artístics al taller de gravat d'Arturo García Bustos, amb qui va aprendre la tècnica del linòleum i del taller del qual va desertar ràpidament. Posteriorment, va ingressar al Taller Lliure de Gravat de l'Escola de Disseny i Artesanies, de l'Institut Nacional de Belles Arts (INBA), a la Ciutat de Mèxic, on va ser alumne de Pedro Castelar, Francisco Dosamantes i Guillermo Silva Santamaría. El 1959, va exhibir les seves obres a la Galeria Antonio Souza i al Fort Worth Center, a Texas, Estats Units. El 1960, va viatjar a París, on va aprofundir les tècniques de gravat, va conèixer museus, galeries, artistes i escriptors que van canviar la seva visió de l'art. Va tornar a Mèxic el 1965 amb una nova perspectiva ideològica i estètica, que incorporaria a la seva obra.

### Artista independent
La seva obra es caracteritza pel caràcter irreverent, provocatiu i transgressor que li imprimeix. Va desenvolupar la seva carrera com a artista independent sense involucrar-se amb les temàtiques nacionalistes que representaven l'Escola Mexicana de Pintura. Encara que se l'ha associat a la Generació de la Ruptura, sorgida als anys 50, va mantenir el caràcter d'artista autònom.

### Promoció d'Oaxaca i la seva cultura: creació de l'IAGO
L'artista zapoteca va promoure i va difondre la cultura i les arts de l'estat d'Oaxaca, on va residir els últims anys de la seva vida. Amb suport d'altres institucions va fundar, l'octubre de 1997, el Taller Arte Papel Oaxaca, instal·lat a l'antiga planta hidroelèctrica La Solitud, a San Agustín Etla. Dins d'aquest context, va fundar Ediciones Toledo, que el 1983 va publicar el seu primer llibre, i el 1988 va fundar l'Institut d'Arts Gràfiques d'Oaxaca (IAGO). Igualment, va ser un dels membres fundadors del Museu de la Dona que es va inaugurar el 2011 a Ciutat de Mèxic, junt amb Esther González, Frida Hartz, Martha Chapa, Guillermo Ceniceros, Federico Silva, José Luis Cuevas i Sebastián Toledo.

#### Creació de CaSa
| « | Creador de narratives fantàstiques que, amb humor o insolència, expressen la unitat de l'ésser fusionant l'humà amb l'animal, el bé amb el mal i la vida amb la mort, Toledo va desenvolupar una estètica eròtica que es vincula amb la continuïtat infinita del sagrat. Blanca González Rosas. | » |

A iniciativa seva, es va crear el 2006 el Centre de les Arts San Agustín (CaSa), a San Agustín Etla, 17 km al nord d'Oaxaca de Juárez, el primer centre d'art ecològic d'Amèrica Llatina, on es produeix i s'estudia fotografia, gràfica digital i disseny tèxtil, i es te cura del patrimoni i l'art enfocats al medi ambient i a la cultura local. Altres projectes als que ha donat suport són: la Biblioteca per a Invidents Jorge Luis Borges, el Centre Fotogràfic Manuel Álvarez Bravo, el Museu d'Art Contemporani d'Oaxaca (MACO), el Cinema Club El Pochote, el Jardí Etnobotànic d'Oaxaca, la Fonoteca Eduardo Mata Asiasín, la Biblioteca Francisco de Burgoa, les revistes Guchachi Reza (Iguana Rajada) i Alcaraván, entre d'altres.

### Exposicions en museus i galeries
Hi ha obres de Toledo al Museu d'Art Modern de Mèxic, al Museu d'Art Modern de París, al Museu d'Art Modern de Nova York i de Filadèlfia; i també, a la Biblioteca Pública de Nova York, a la Tate Modern de Londres, i a la Kunstnernes Hus d'Oslo, entre d'altres.

#### Los cuadernos de la mierda
Són 27 quaderns amb aproximadament 1,745 dibuixos, realitzats a París entre 1985 i 1987. Els va donar a la Col·lecció de Pagament en Espècie de la Secretaria d'Hisenda i Crèdit Públic.

### Il·lustracions
Va il·lustrar diversos llibres i va participar en nombroses exposicions col·lectives i individuals a ciutats com Nova York, Londres, París, Ginebra i Oslo, entre d'altres.

## Galeria

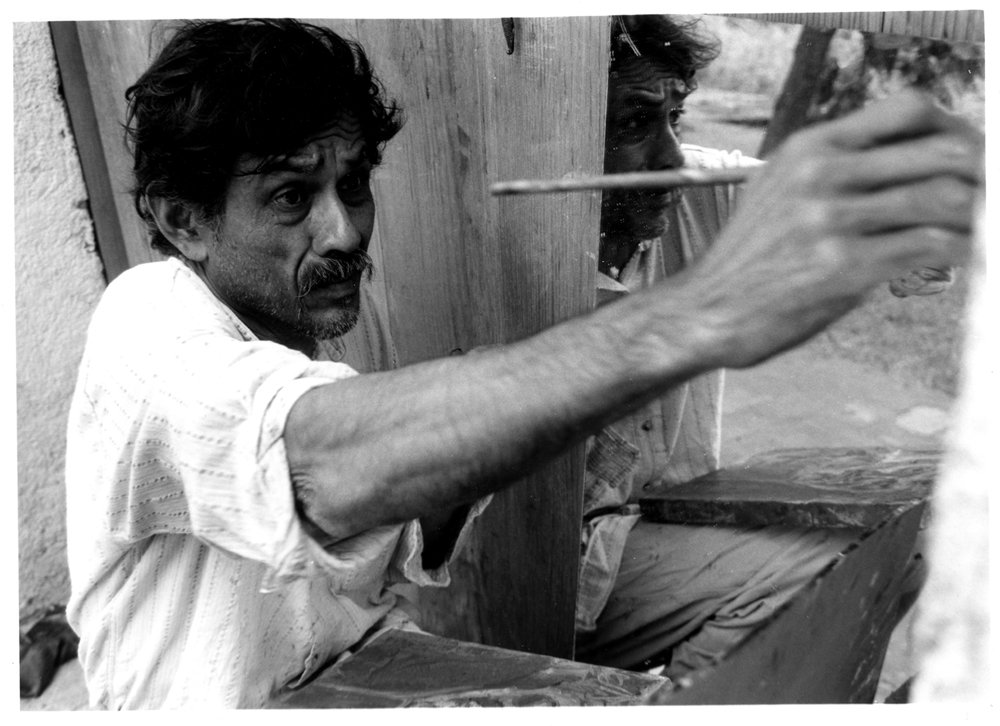
Pintant
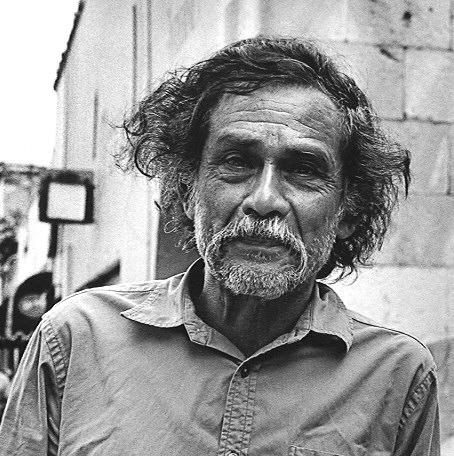
Toledo el 2005
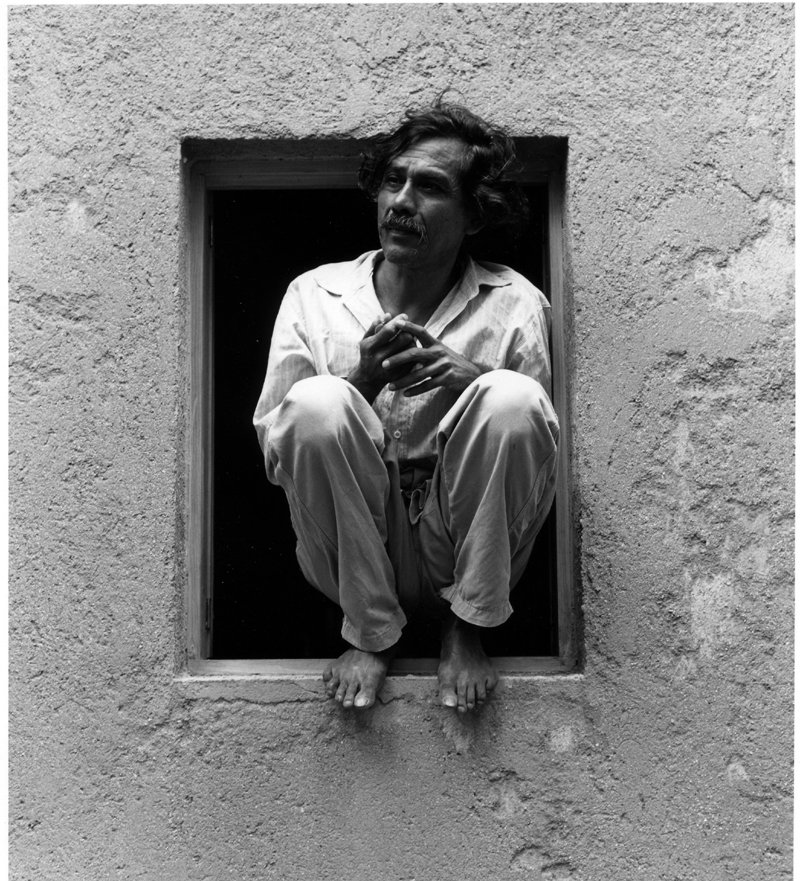
Francisco Toledo
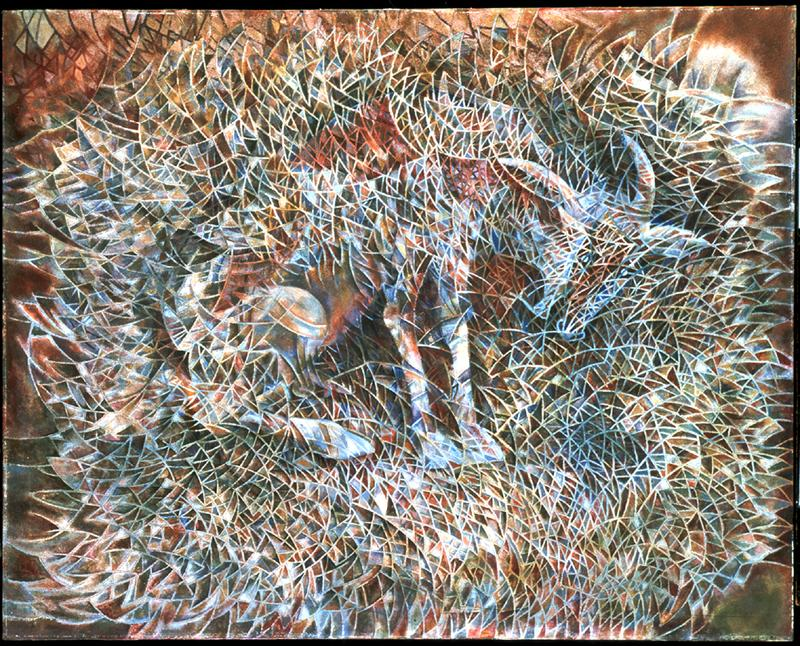
Chivo
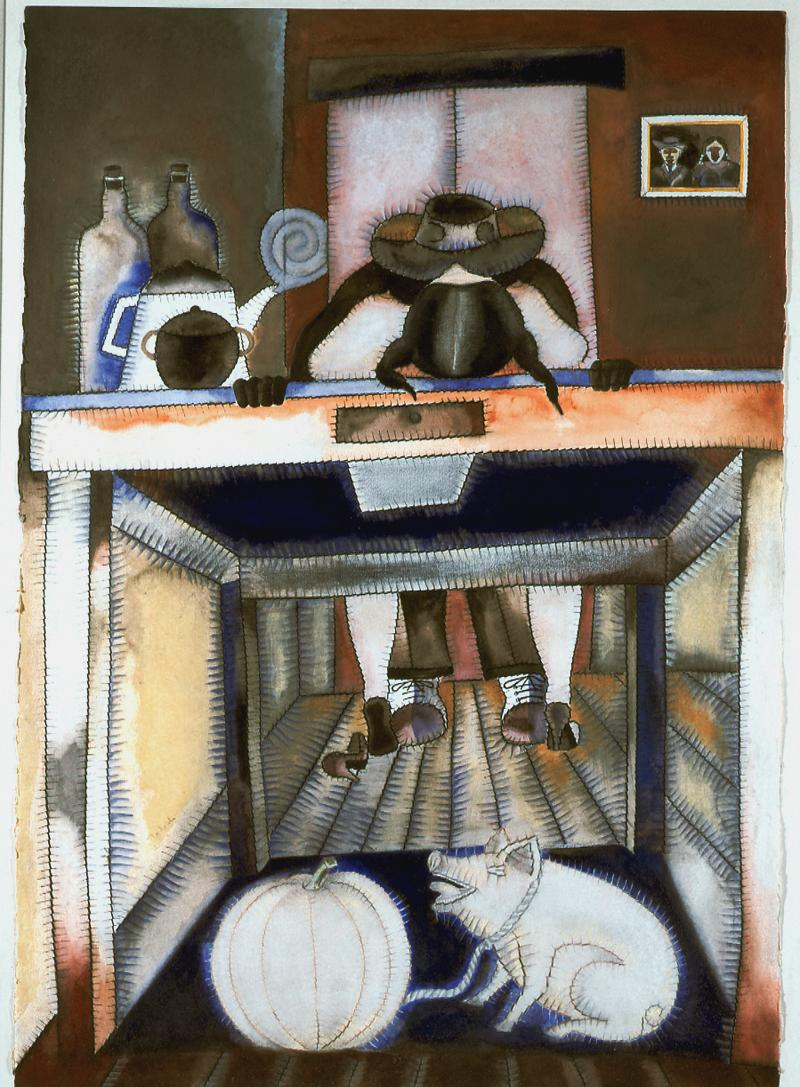
La taula
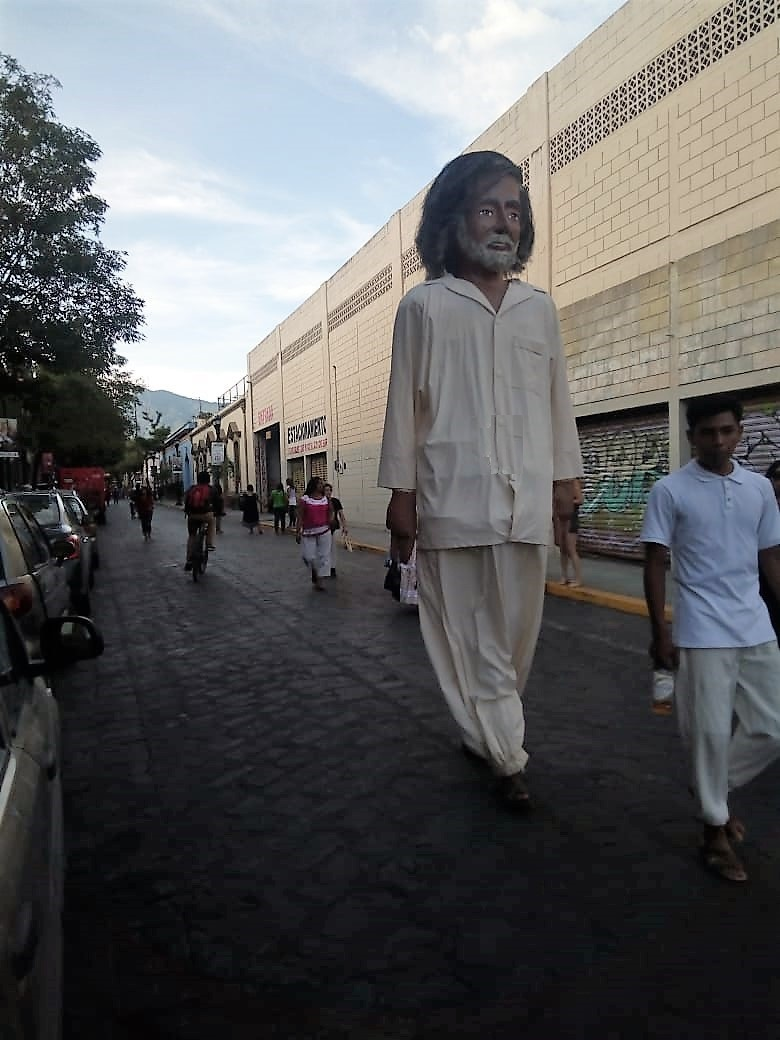
Una botarga amb la imatge de Francisco Toledo caminant per la Ciutat d'Oaxaca el 2018